# Salto Fútbol Club
Maillots
Le Salto Futbol Club est un club de football uruguayen basé à Salto fondé en 2002, il participe à deux championnats de deuxième division en 2003 et 2004, avant de se retirer en cours de saison 2005. Le club fait son retour 17 années plus tard en troisième division (es).

## Histoire
Le club est fondé le 19 novembre 2002, afin d'établir dans la région de Salto un club de football professionnel. En 2003, le club est admis en Segunda División Profesional, le deuxième niveau en Uruguay. Lors de sa première saison dans le football professionnel le club termine à la 7e place.
La saison suivante en 2004, le Salto FC termine à la 16e place, mais sera sauvé de la relégation profitant de l'exclusion de trois autres clubs. En 2005, le club termine de nouveau sur une place de relégation, car il se retire de la compétition à la suite de problèmes financiers, après sept journées dans le tournoi de clôture.
En 2014, le club demande son retour dans le football professionnel, mais n'aura aucune réponse de la part de l'AUF. En 2020, d' anciens footballeurs décident de faire revivre le club. Son retour en Primera División Amateur (es), la troisième division uruguayenne, est annoncé pour la saison 2021,. Pour sa première saison après son retour, le club se qualifie après une 4e place dans la première phase, pour le tournoi final pour la promotion en deuxième division, mais n'occupera que la 6e place sur huit.

## Logos

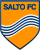
Ancien logo.
Ancien logo.
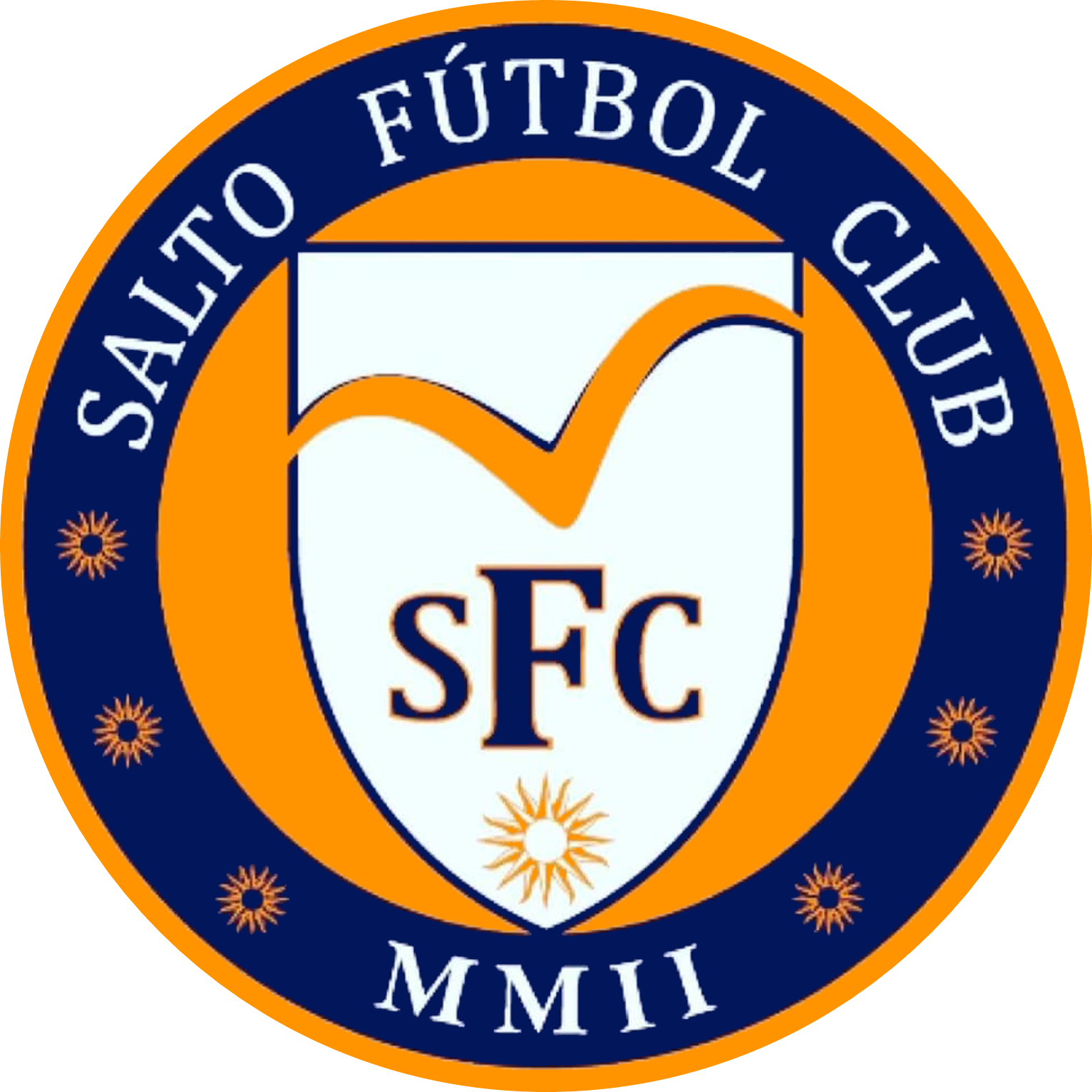
Logo actuel.